# Бріс Гюяр
Бріс Гюяр (фр. Brice Guyart, нар. 15 березня 1981, Сюрен, Франція) — французький фехтувальник на рапірах, дворазовий олімпійський чемпіон (2000 та 2004 роки), тририразовий чемпіон світу.

## Виступи на Олімпіадах
| Олімпіада   | Дисципліна           | Місце |
| ----------- | -------------------- | ----- |
| Сідней 2000 | індивідуальна рапіра | 27    |
| Сідней 2000 | командна рапіра      | 1     |
| Афіни 2004  | індивідуальна рапіра | 1     |
| Афіни 2004  | командна рапіра      | 5     |
| Пекін 2008  | індивідуальна рапіра | 13    |